# مركز الإمارات العربية المتحدة للصرافة
مركز الإمارات العربية المتحدة للصرافة هي شركة مقرها في الإمارات العربية المتحدة وتتعامل بشكل أساسي في خدمات التحويلات والصرف الأجنبي ودفع الفواتير. يقع المقر الرئيسي للشركة في مدينة أبو ظبي وتوفر خدماتها من خلال 800 موقع في 31 دولة إما باسم UAE Exchange أو Unimoni.
يعمل في الشركة حوالي «9,000 موظف»، في«40 دولة». وهي واحدة من أكبر شركات التحويلات والتي لها لديها شبكة واسعة في الشرق الأوسط وآسيا مع التركيز بشكل خاص على «الهند» حيث يوجد أكثر من 40% من مكاتبها وموظفيها.

## العلامات التجارية الدولية
خلال عام 2018، بدأت الإمارات للصرافة تغيير علامتها التجارية إلى " Unimoni " في مواقع خارج «الإمارات العربية المتحدة». بدأ هذا في البداية بوجودها في متاجر التجزئة في الهند وفيجي وكندا وأستراليا. ومنذ ذلك الحين، أعيد تسمية أسواق مثل هونغ كونغ وتنزانيا، وكذلك أسواق أخرى، باسم Unimoni.

## التاريخ
تأسس مركز الإمارات العربية المتحدة للصرافة في «عام 1980» وافتتح أول فرع لها في أبو ظبي.
في عام 1993 أصبح مركز الإمارات العربية المتحدة للصرافة عضوًا في جمعية الاتصالات المالية العالمية بين البنوك، وعلى مدار العامين التاليين، فتحت عملياتها في عُمان الكويت، بالإضافة إلى إطلاق خدمات التحويل والبطاقات الذهبية والأوراق المصرفية. بحلول عام 2014، أصبح لديها حوالي 800 فرع في العالم.
«في عام 1999»، أطلقت عمليات البيع بالتجزئة في الهند، والتي كانت أصبحت أكبر فرع خارج قاعدتها المحلية، مع 330 فرعًا بحلول عام 2015. فتحت مكاتب في بنغلاديش والمملكة المتحدة وسريلانكا على مدى السنوات الثلاث التالية.
«في عام 2001» أطلقت خدمة إكسبرس موني، وهي خدمة لتحويل الأموال في المملكة المتحدة.
خلال عام 2003 أضافت الشركة أستراليا إلى شبكتها، كما أطلقت خدمات لقطاع الشركات.
في «عام 2004» أدخلت تحويل الأموال عبر الإنترنت.
بين عامي 2005 ، 2009 افتتحت مكاتب في هونغ كونغ وأوغندا الأردن وكندا ونيوزيلندا والصين، بالإضافة إلى شراء خدمات الاسهم المالية العالمية في الولايات المتحدة. أطلقت الشركة أيضًا علامة تجارية لتحويل الأموال عبر الإنترنت إكس باي. تم أيضًا شراء تطبيق لدفع فاتورة الهاتف المحمول في الهند.
في «عام 2009»، أصبحت مؤسسة دفع معتمدة مع هيئة الخدمات المالية، وهي هيئة التنظيم المالي في المملكة المتحدةوالتي أصبحت فيما بعد هيئة السلوك المالي).
في «أكتوبر 2018»، دخلت الإمارات للصرافة في شراكة مع شركة الاتصالات أوريدو.
في منتصف عام 2019، بدأت شركة فينابلر القابضة للخدمات المالية في إنشاء علامات تجارية مشتركة داخل أراضيها.
في «16 مارس 2020»، علقت الإمارات العربية المتحدة للصرافة جميع المعاملات الجديدة مشيرة إلى «بعض التحديات التشغيلية» في بيان مرسل عبر البريد الإلكتروني. على الرغم من أن البيان الصادر عن الشركة فشل في ذكره بشكل مباشر، فإن التحديات المشار إليها تتعلق على الأرجح بالانهيار القريب لشركة فينابلر في وقت سابق من نفس اليوم.
في «16 مارس 2020»، تم تعليق فينابلر، التي تعد الإمارات للصرافة جزءًا منها، من بورصة لندن حيث أعلنت أنها معرضة لخطر الانهيار بعد أن حددت تمويلًا غير معلوم بقيمة 100 مليون دولار (81 مليون جنيه إسترليني)، مما يعني أنها لم تعد تمتلك أي يقين بشأن مركزها المالي. في الوقت نفسه، غادر بروموث مانغات، الرئيس التنفيذي للمجموعة العمل. ذكرت الشركة أيضًا أنها لم تعد قادرة على تقديم بعض خدمات معالجة الدفع، لكنها فشلت في تحديد الخدمات التي ينطوي عليها ذلك. تم تعيين المسؤولين كرول لإجراء تحقيق مستقل في شؤونها المالية.
في 17 مارس 2020، أعلنت فينابلر، التي تعد الإمارات العربية المتحدة للصرافة جزءًا منها، أنها استعانت بشركة محاسبة لإجراء تخطيط طوارئ سريع لتعيين إفلاس محتمل، ومن المحتمل أن تكون الإدارة في وقت لاحق من الأسبوع.
في 18 مارس 2020، أعلنت فينابلر، التي تعد الإمارات العربية المتحدة للصرافة جزءًا منها، أن القسم قد تم وضعه تحت إشراف البنك المركزي لدولة الإمارات العربية المتحدة بأثر فوري. كما ذكر البنك المركزي لدولة الإمارات العربية المتحدة أنه بدأ فحصًا لـ الإمارات للصرافة من أجل التحقق من امتثالها للقوانين واللوائح المعمول بها.
خلال شهر يونيو 2020، سحبت هيئة السلوك المالي في المملكة المتحدة، شركة إكس برس موني، وهي شركة جماعية، ترخيصها للعمل.

## الشركات التابعة لها
- شركة الإمارات العربية المتحدة للصرافة والخدمات المالية، في الهند مع أكثر من 330 مكتبًا

UAE Exchange Australia Pty Ltd
- مركز الإمارات العربية المتحدة للصرافة، شركة البحرين ذ
- مركز الإمارات العربية المتحدة للصرافة، ذ م م، مكتب الاتصال

UAE Exchange Canada Pty Ltd
- مكتب اتصال الإمارات العربية المتحدة للصرافة

UAE Exchange Fiji Pty Ltd
- الإمارات للصرافة هونغ كونغ المحدودة
- مركز الإمارات العربية المتحدة للصرافة ذ م م، مكتب الاتصال، الهند
- مركز الإمارات العربية المتحدة للصرافة ذ.م.م، مكتب الاتصال، إندونيسيا
- الشركة الأردنية الإماراتية للصرافة ذ
- شركة الكويت الوطنية للصرافة

UAE Exchange New Zealand Pty Ltd
- شركة مركز عمان والإمارات للصرافة ذ
- مركز الإمارات العربية المتحدة للصرافة ذ م م، مكتب الاتصال، باكستان
- مركز الإمارات العربية المتحدة للصرافة ذ م م، مكتب الاتصال، الفلبين
- مؤسسة قطر- الإمارات العربية المتحدة للصرافة
- مركز الإمارات العربية المتحدة للصرافة ذ.م.م، مكتب الاتصال، سريلانكا
- مركز الإمارات العربية المتحدة للصرافة ذ م م، السودان
- الإمارات العربية المتحدة للصرافة أوغندا المحدودة
- مركز الإمارات العربية المتحدة للصرافة ذ م م، الإمارات العربية المتحدة
- مركز الإمارات العربية المتحدة للصرافة ذ م م، المملكة المتحدة
- موني دارت للخدمات العالمية، إنك، الولايات المتحدة الأمريكية
- نيوفو، الهند
- الإمارات العربية المتحدة للصرافة والتمويل المحدودة.